# Timbiras
Timbiras este un oraș în unitatea federativă Maranhão (MA), Brazilia.